# Bâtiment hydrographique

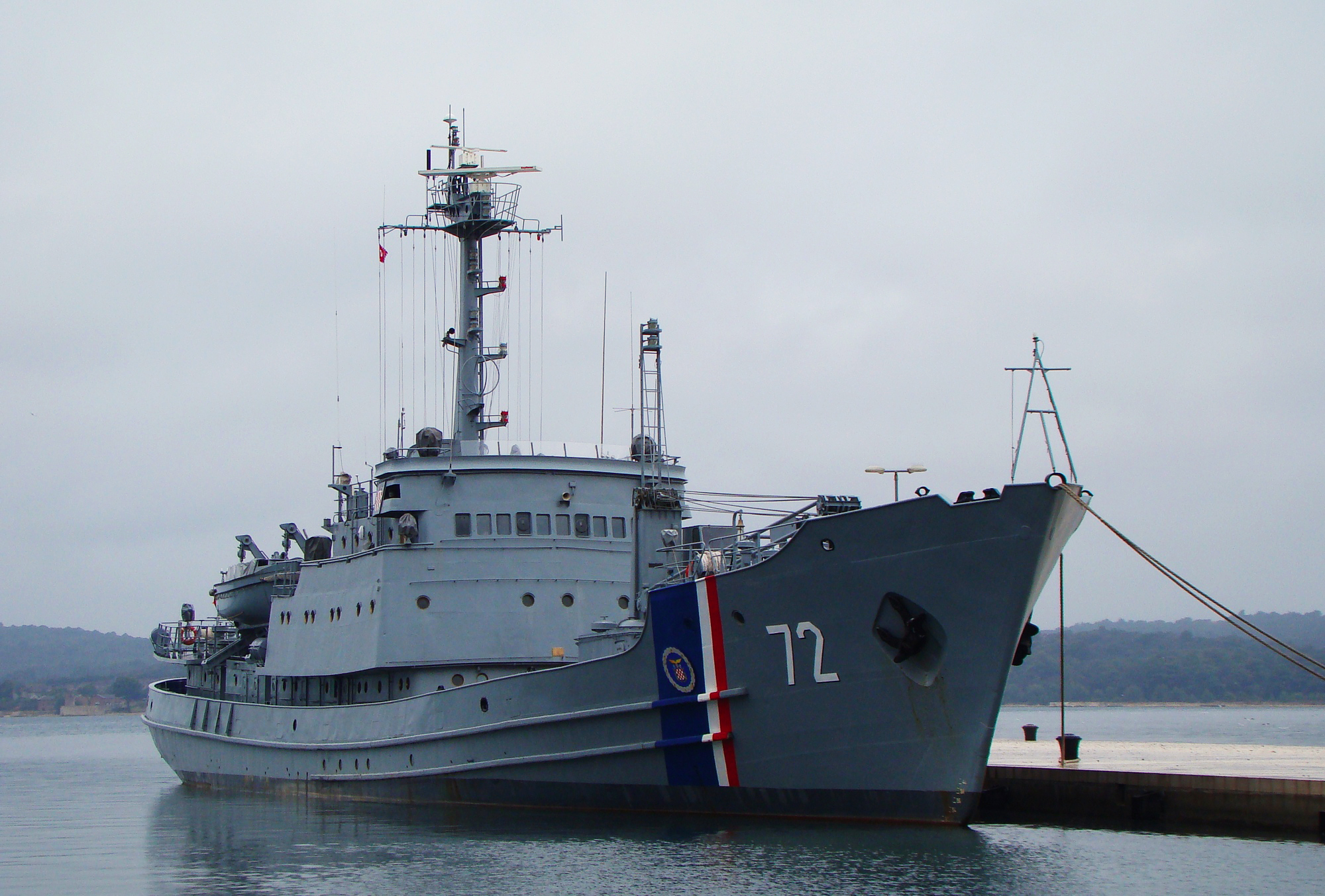
Navire hydrographique de la marine russe de classe Moma

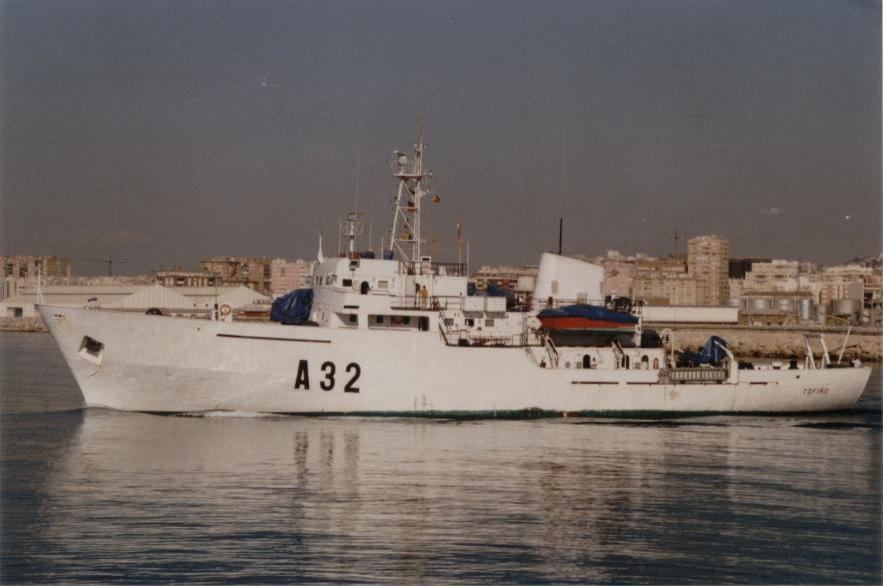
Navire hydrographique de la marine espagnole de classe Malaspina

Un bâtiment hydrographique est un bateau à vocation scientifique dont la mission principale est l'hydrographie, soit la description des fonds marins.
Cette description a lieu autant dans les grands fonds, les lacs et rivières, les chenaux, et l'ensemble des zones couverts d'eau.
Cette description inclut la recherche d'épaves, roches et obstructions, ainsi que d'autres éléments d'origines anthropiques, tels que les conduites sous-marines, les câbles, etc.
Ses travaux permettent d'obtenir une cartographie précise des fonds et de produire ainsi des cartes marines et des modèles numériques de terrains pour divers usages, notamment de modélisation.

## Espagne
La marine espagnole met en œuvre la classe Malaspina et la classe Cástor.

## France
La marine française met en œuvre les bâtiments suivants, dont certains sont à la fois des navires hydrographiques et océanographiques..
- Lapérouse
- Laplace
- Borda
- Beautemps-Beaupré[3]

## Russie

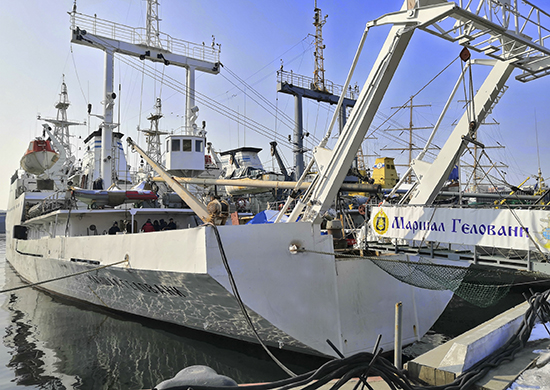
Navire hydrographique Maréchal Gelovani

La marine russe met en œuvre les classe Moma et classe Finik.